# Kai Merten
Kai Merten (* 1972) ist ein deutscher Anglist.

## Leben
Er studierte englische Literatur, Latein und Psychologie an den Universitäten München (LMU) und St Andrews. Nach der Promotion in München 2002 und der Habilitation 2011 an der Christian-Albrechts-Universität zu Kiel (venia legendi für „Anglistische Literatur- und Kulturwissenschaft“) ist er seit 2015 Professor für Neuere Englische Literaturwissenschaft an der Universität Erfurt.
Seine Forschungsschwerpunkte sind britische Romantik, zeitgenössische Poesie in englischer Sprache, Literatur- und Mediengeschichte, postkoloniale Medienkultur, Theater und Theater, Literatur-, Medien- und Kulturtheorie und neuer Materialismus.

## Schriften (Auswahl)
- Antike Mythen – Mythos Antike: Posthumanistische Antikerezeption in der englischsprachigen Lyrik der Gegenwart. München 2004, ISBN 3-7705-3871-4.
- Hg. mit Hansjörg Bay: Die Ordnung der Kulturen. Zur Konstruktion ethnischer, nationaler und zivilisatorischer Differenzen 1750-1850. Würzburg 2006, ISBN 3-8260-3047-8.
- Intermediales Text-Theater. Die Bühne des Politischen und des Wissens vom Menschen bei Wordsworth und Scott.  Berlin 2014, ISBN 3-11-032655-8.
- Hg. mit Lucia Krämer: Postcolonial Studies Meets Media Studies: A Critical Encounter. Bielefeld 2016, ISBN 3-8376-3294-6.